# Štefka Kučan

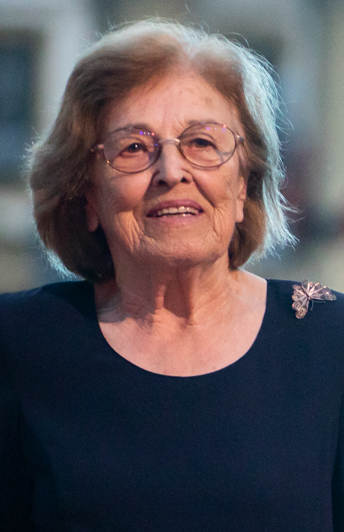
Štefka Kučan

Štefka Kučan (* in Slovenska Koroška, Sozialistische Republik Slowenien als Štefka Korosica) ist die Ehefrau von Milan Kučan und war als solche vom 23. Dezember 1991 bis zum 22. Dezember 2002 die erste First Lady Sloweniens.

## Leben und Wirken
Kučan wuchs sowohl in Slovenj Gradec als auch im nahe gelegenen Šmartno pri Litiji auf. Als Studentin in Ljubljana lernte sie ihren Mann Milan Kučan kennen. Das Paar heiratete 1964 und bekam zwei Töchter. Ana ist Landschaftsarchitektin und Dozentin an der Universität von Ljubljana. Špela ist Anthropologin und Ethnologin von Beruf.
Während ihrer Amtszeit als erste slowenische First Lady unterstützte Kučan Wohltätigkeitsorganisationen und andere Einrichtungen. 1998 nahm sie an der ersten Diskussionsrunde des Landes zur Frage der gleichgeschlechtlichen Ehe in Slowenien teil.
Im Jahr 2002 wurde sie von der Zeitschrift Jana als „Slowenin des Jahres [sl]“ geehrt. Dabei setzte sie sich gegen fünfzehn Mitstreiterinnen durch. Štefka Kučan überlebte in den 1990er-Jahren eine Krebserkrankung und unterzog sich 2012 erneut einer erfolgreichen Krebsoperation.